# CatWeb
CatWeb, är en länkkatalog, internetguide och portal som skapades hösten 1997 av Cat Claesson och har numera[när?] omkring 100 000 länkar. Webbplatsen har omnämnts i ett flertal tidningar.[källa behövs]